# Laufey
Лэйвей Лин Бинг Йонсдоттир (исл. Laufey Lín Bing Jónsdóttir, кит. 林冰), более известна как Laufey (ˈleɪveɪ / лэйвей) — исландско-китайская певица и музыкант. Добилась известности в начале 2020-х годов как исполнительница джаз и поп-музыки.
После выступления в качестве игрока на виолончели с Исландским Симфоническим Оркестром в возрасте 15 лет, Лэйвей стала финалисткой в 2014 году на Ísland Got Talent (рус. Исландия Ищет Таланты) и полуфиналисткой на Голос. Исландия в следующем году. Она выпустила свой дебютный EP Typical of Me (2021) и окончила Музыкальный колледж Беркли в Бостоне. Ее дебютный альбом Everything I Know About Love (2022) попал в чарты Исландии и США. Её последующий альбом Bewitched (2023) выиграл премию «Лучший традиционный поп-вокальный альбом» на 66-й церемонии Грэмми (2024), а его сингл «From the Start» добился умеренного успеха в чартах Канады, Новой Зеландии и Великобритании.

## Ранняя жизнь и образование
Лэйвей родилась 23 апреля 1999 года в Рейкьявике, столице Исландии. Её отец исландец, а мать китаянка, родом из Гуанчжоу. Её мать — классическая скрипачка, а дедушка по материнской линии, Линь Яоцзи, был преподавателем игры на скрипке в Центральной консерватории в Китае, что, по словам Лэйвей, отчасти вдохновило ее заниматься музыкой. У неё есть сестра-близнец по имени Джуния Лин Йонсдоттир (исл. Júnía Lín Jónsdóttir), которая является скрипачкой и её креативным директором. Она жила в Вашингтоне в течение двух лет, а затем вернулась в Рейкьявик в 2008 году, где училась в Háteigsskóli. Лэйвей начала учиться игре на фортепиано в возрасте четырех лет, а на виолончели — в возрасте восьми лет. Она окончила Рейкьявикский музыкальный колледж, где также изучала пение, в 2018 году. Она провела свое детство, переезжая между Рейкьявиком и Вашингтоном, а также посещая Пекин.
После окончания школы Лэйвей и её сестра-близнец вместе поступили в Сент-Эндрюсский университет в Шотландии, где она намеревалась изучать экономику, однако вместо этого она поступила в Музыкальный колледж Беркли в США, получив президентскую стипендию, и окончила его в 2021 году (в то время как её сестра в конечном итоге окончила Сент-Эндрюс со степенью в области международных отношений). По состоянию на октябрь 2023 года она проживает в Лос-Анджелесе.

## Карьера
6 апреля 2020 года Лэйвей выпустила свой дебютный сингл «Street by Street», который занял первое место в чарте RÚV. Затем 30 апреля 2021 года она выпустила свой первый мини-альбом Typical of Me, который она называет своим маленьким ребёнком. Он включает в себя «Street by Street» и шесть других песен, многие из которых были написаны в её комнате в общежитии колледжа. Rolling Stone особенно похвалил ее исполнение «I Wish You Love». American Songwriter включил мини-альбом в свой список лучших альбомов 2021 года. Кроме того, Typical of Me привлек внимание таких музыкантов, как Билли Айлиш.
В том же году Лэйвей вела еженедельное музыкальное шоу на BBC Radio 3 весной и летом (и ещё раз в декабре в рождественском выпуске) под названием Happy Harmonies, в котором она освещала вдохновляющую музыку в самых разных жанрах. В ноябре Лауфей выступила на London Jazz Festival. Примерно в то же время она сотрудничала с Лондонским Филармоническим Оркестром, чтобы выпустить свою песню «Let You Break My Heart Again». В декабре она сотрудничала с певицей Dodie, чтобы выпустить ещё один сингл «Love To Keep Me Warm», и кавер-версию «Winter Weather» Теда Шапиро.
Дебют Лэйвей на американском телевидении состоялся в 2022 году, когда она появилась в качестве музыкального гостя на шоу Jimmy Kimmel Live! 21 января; она исполнила свою песню «Like the Movies» из альбома Typical of Me. Ее дебютный альбом Everything I Know About Love был выпущен 26 августа 2022 года на лейбле AWAL и получил признание критиков. В чарте Billboard Alternative New Artist Album альбом достиг первой позиции.
В августе 2023 года было объявлено, что Лэйвей подписала глобальное издательское соглашение с Warner Chappell Music (WCM). Ее второй альбом Bewitched был выпущен 8 сентября 2023 года. За неделю до релиза она слила нотную запись для поклонников, чтобы они могли предварительно сохранить альбом. Он был встречен критиками с одобрением и принёс Лэйвей первую премию Грэмми за лучший традиционный поп-вокальный альбом на 66-й ежегодной премии Грэмми, где она выступила с Билли Джоэлом в его заключительном номере «Turn the Lights Back On».

## Дискография
Студийные альбомы
- Everything I Know About Love (2022)
- Bewitched (2023)

## Номинации и награды
| Премия                 | Год  | Работа    | Номинация                                                        | Результат | Источник |
| ---------------------- | ---- | --------- | ---------------------------------------------------------------- | --------- | -------- |
| Грэмми                 | 2024 | Bewitched | Лучший традиционный вокальный поп-альбом                         | Победа    | [ 23 ]   |
| Icelandic Music Awards | 2024 | Herself   | Pop, Rock, Hip Hop, and Electronic Performer of the Year         | Победа    | [ 24 ]   |
| Icelandic Music Awards | 2024 | Herself   | Pop, Rock, Hip Hop, and Electronic Vocal Performance of the Year | Победа    | [ 24 ]   |